# Lewknor
Lewknor – wieś w Anglii, w hrabstwie Oxfordshire, w dystrykcie South Oxfordshire. Leży 22 km na południowy wschód od Oksfordu i 61 km na zachód od Londynu. W 2001 miejscowość liczyła 665 mieszkańców.